# Гурьев, Михаил Николаевич

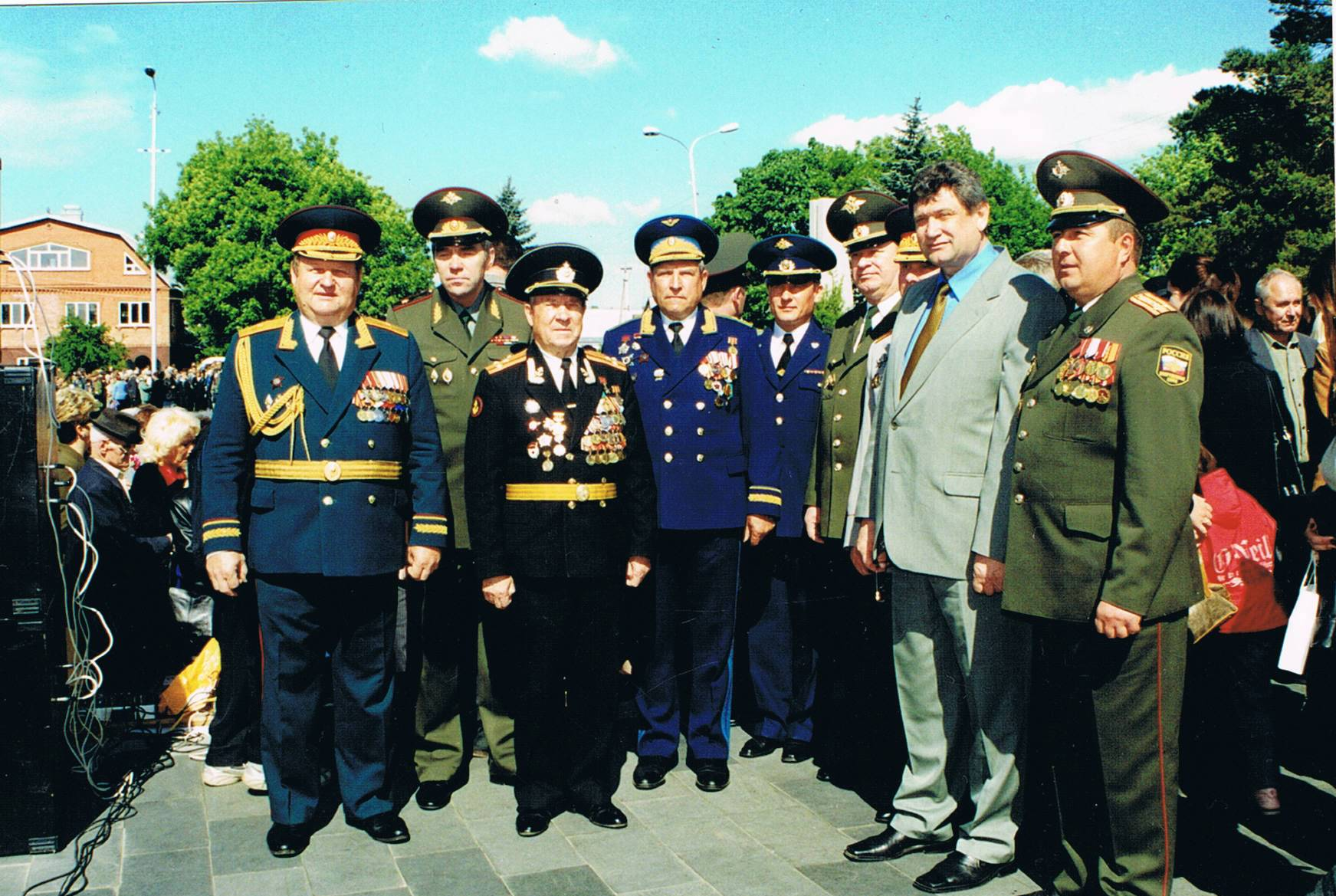
День Победы в Майкопе 9.5.2002. Герой Советского Союза Гурьев М. Н. с генералами.

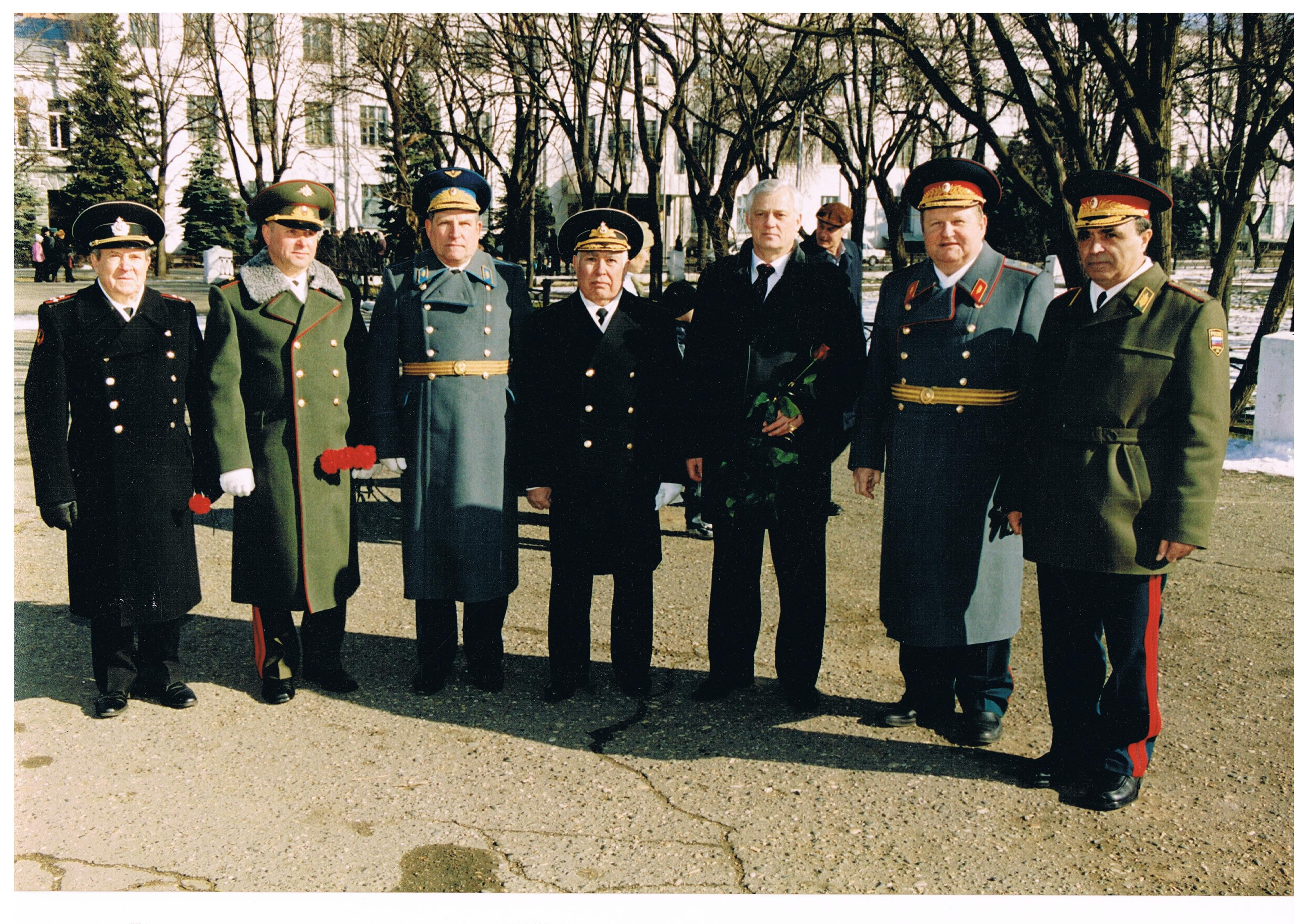
Герой Советского Союза Гурьев М. Н. и генералы Колягин Ю. Н., Саленко Ю. М., контр-адмирал Тхагапсов М. М. Вице-президент РА Демчук Н. В., генерал-майоры Дорофеев А. А. и Бричев В. М.. Майкоп 23.02.2003.

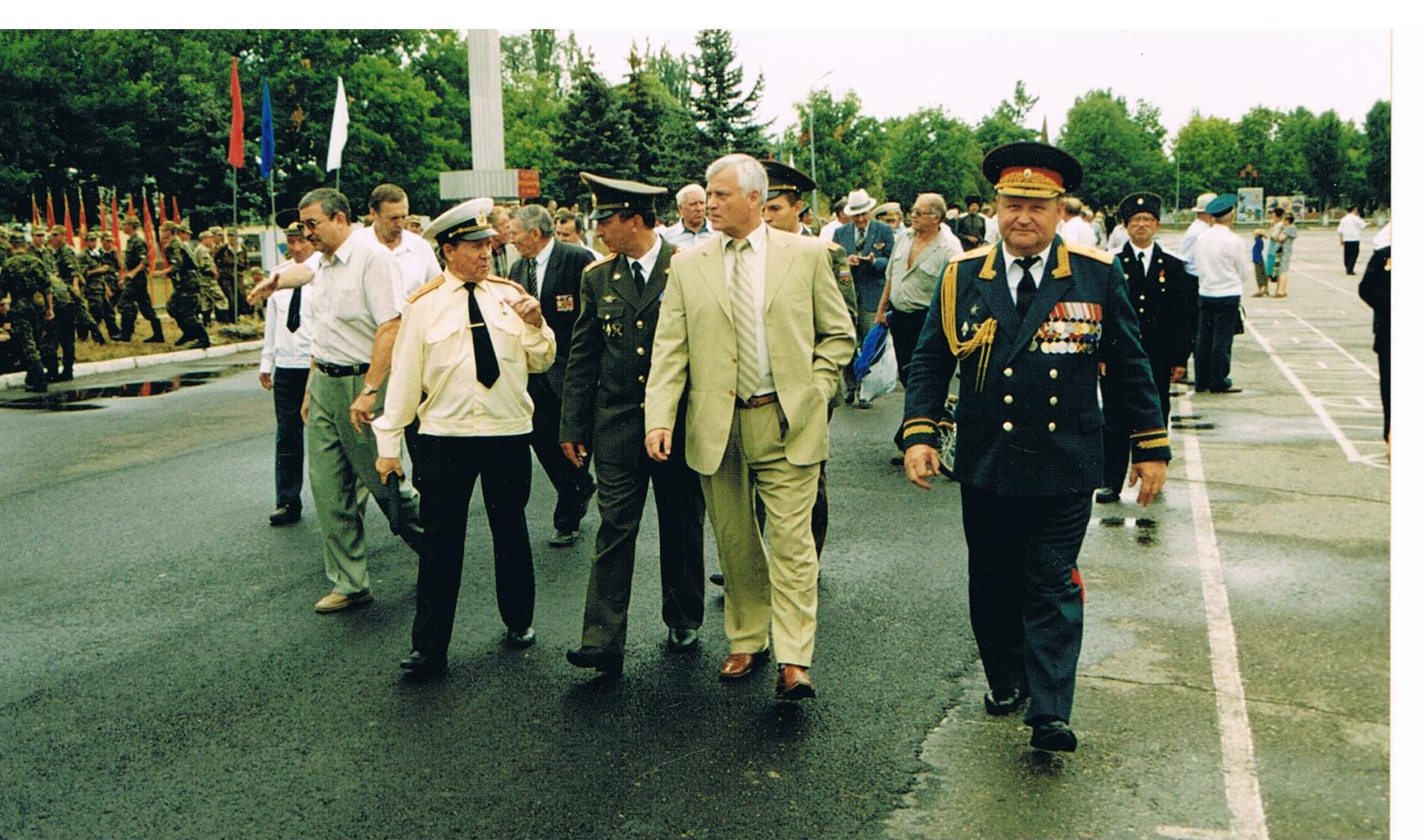
Михаил Гурьев в 131-й бригаде

Михаил Николаевич Гурьев (21.11.1924 — 26.11.2004) — командир взвода 1-го стрелкового батальона 215-го гвардейского стрелкового полка 77-й гвардейской стрелковой дивизии 69-й армии 1-го Белорусского фронта, гвардии старший лейтенант. Герой Советского Союза(1945).

## Биография

### Ранние годы
Михаил Николаевич Гурьев родился 21 ноября 1924 года в селе Костылёва Абатского района Тюменской области в семье русского крестьянина. Окончил 4 класса в Костылёво, Тушнолобовскую 7-летнюю школу и железнодорожное училище.

### В Великую Отечественную войну
В Великую Отечественную войну Михаил работал помощником машиниста паровоза на станции Ишим Омской железной дороги.
15 июня 1942 года в 17 лет призван в армию. Михаил Гурьев служил сначала в 21-м запасном стрелковом полку Сибирского военного округа, а в ноябре месяце стал курсантом Асиновского военного пехотного училища. Через семь месяцев в звании сержанта он был выпущен из училища,  в составе пополнения направлен на Брянский фронт, под Курск, и назначен командиром отделения в 215-й гвардейский стрелковый полк 77-й гвардейской стрелковой дивизии, которая в это время вела боевые действия в районе Поныри. Член ВКП(б)/КПСС с 1943 года.
В действующей армии Гурьев воевал с августа 1943 года. С первых дней прибытия на фронт Михаил Гурьев принимал участие в боях, за что был отмечен наградами. Так, в бою за деревню Матвеевка Гурьев одним из первых ворвался в расположение врага, забросав немцев гранатами. Четверо солдат противника были уничтожены, а остальные обратились в бегство. За этот бой Гурьев был награждён медалью «За отвагу».
Похожим образом Гурьев действовал в бою за деревню Ивановка. Когда из строя выбыл командир взвода, Гурьев занял его место и личным примером повёл бойцов в атаку. Взвод сумел очистить траншеи от противника, а Гурьев за мужество в ходе боя был награждён орденом Красной Звезды.
Во время Белорусской операции Гурьев и его взвод занимали оборону в районе населённого пункта Дольск, отбив не менее 10 контратак противника. Заставив немецкие войска отступать, Гурьев с бойцами продолжили преследование в составе своего полка. 18 июля 1944 года вслед за мощной артподготовкой Гурьев с бойцами ворвались в траншеи противника на западной окраине Дольска. Выбив врага из Дольска, в общей сложности уничтожив не менее 50 бойцов противника, взвод продолжил наступление и на следующий день вышел к реке Западный Буг, достигнув Государственной границы. Наградой Гурьева за личное мужество и умелое командование подчинёнными стал орден Александра Невского.
Во время Висло-Одерской операции гвардии старший лейтенант Михаил Гурьев отличился и в боях за город Радом (Польша), а также при форсировании рек Пилица и Варта.

### Подвиг
Наибольшим его достижением стал подвиг при прорыве оборонительной полосы на реке Висла в районе пулавского плацдарма (Польша). 14 января 1945 года Гурьев, возглавляя свой взвод и действуя в составе ударного батальона под командованием гвардии майора Емельянова Б. Н., с ходу атаковал противника, овладел первой траншеей и, отразив несколько контратак, уничтожил до 30 гитлеровцев, в том числе в штыковом бою. В результате действий 1-го стрелкового батальона 215-го гвардейского стрелкового полка 77-й гвардейской стрелковой дивизии в том бою немцы потеряли только убитыми более 400 солдат.
Боевые действия воинов-гвардейцев батальона майора Б. Н. Емельянова на пулавском плацдарме получили высокую оценку Родины. «Бойцы, сержанты и офицеры 1-го батальона,— сообщалось в донесении политического отдела 77-й гвардейской стрелковой дивизии от 15 января 1945 года,— в боях с немецко-фашистскими захватчиками показали массовый героизм, образцы доблести и бесстрашия. Их боевая дружба, сплоченность вокруг своего командира, точное, четкое выполнение приказов, а также высокий наступательный порыв позволили успешно выполнить поставленную задачу. Батальон прорвал сильно укрепленную оборону противника и обеспечил продвижение вперед всех частей и подразделений дивизии».
За коллективный подвиг воинов 1-го стрелкового батальона Военный Совет 69-й армии присвоил ему почётное наименование «Батальон Славы» . Все солдаты и сержанты награждены орденом Славы, все командиры взводов награждены орденами Александра Невского, командиры рот — орденами Красного Знамени, а комбату гвардии майору Емельянову Борису Николаевичу и командиру взвода гвардии старшему лейтенанту Гурьеву Михаилу Николаевичу соответствующими указами Президиума Верховного Совета СССР от 27 февраля 1945 года были присвоены звания Героев Советского Союза.
Подписывая наградной лист на М. Н. Гурьева, командующий армией генерал-полковник В. Я. Колпакчи высоко оценил боевые заслуги отважного офицера и сделал приписку следующего содержания: 

«За прорыв 14 января 1945 года сильно укрепленной и глубокой обороны немцев, за стремительное наступление, за бои в городе Радом, за форсирование рек Пилица и Варта и за прорыв обороны на долговременном рубеже на линии германской границы представляется к званию Героя Советского Союза».— 
Завершил войну Михаил Николаевич в ходе Берлинской операции на реке Эльбе в районе Магдебурга встречей с частями 9-й американской армии союзников. За годы войны Михаил Гурьев был семнадцать раз ранен, получил тяжелую контузию, и День Победы, 9 мая 1945 года, встретил в берлинском госпитале.

### После войны
После войны продолжал службу в армии. В 1946 году окончил курсы усовершенствования офицерского состава (КУОС), а в 1958 — курсы «Выстрел».
Службу проходил в городе Мурманск, с мая 1963 года по март 1967 года — служил в городе Воркута, командиром роты военно-строительного отряда Управления спецстрой. С 1968 года подполковник М.Н. Гурьев — в запасе.

### После армии
С 1968 года Михаил Николаевич жил в Майкопе Республика Адыгея. Являлся членом совета старейшин при президенте республики Адыгея и был удостоен звания «Почётный гражданин Майкопа».
26 ноября 2004 года Михаил Николаевич Гурьев трагически погиб. Похоронен с воинскими почестями на Ветеранском участке городского кладбища Майкопа.

## Награды
- Медаль «Золотая Звезда»[13][14].
- Орден Ленина[14].
- Орден Александра Невского[15][16].
- Орден Отечественной войны I степени(1985)[17].
- Орден Красной Звезды[18][19].
- Медаль «За отвагу»[20][21].
- Медаль «В ознаменование 100-летия со дня рождения Владимира Ильича Ленина».
- Медаль «За победу над Германией в Великой Отечественной войне 1941—1945 гг.» (9 мая 1945[22]).
- Юбилейная медаль «Двадцать лет Победы в Великой Отечественной войне 1941—1945 гг.» (7 мая 1965[23]).
- Юбилейная медаль «Тридцать лет Победы в Великой Отечественной войне 1941—1945 гг.».
- Медаль «Сорок лет Победы в Великой Отечественной войне 1941—1945 гг.».
- Медаль «50 лет Победы в Великой Отечественной войне 1941—1945 гг.».
- Медаль «Ветеран Вооружённых Сил СССР».
- Медаль «30 лет Советской Армии и Флота».
- Юбилейная медаль «40 лет Вооружённых Сил СССР».
- Медаль «За безупречную службу» I степени.
- Медаль «За безупречную службу» II степени.
- Медаль «За безупречную службу» III степени.
- Знак МО СССР «25 лет Победы в Великой Отечественной войне» (24 апреля 1970[24]).
- Знак «Гвардия».
- Знак отличия военнослужащих Северо-Кавказского военного округа «За службу на Кавказе» (2002)[25]
- Медаль «За ратную доблесть» (6.3.2002)
- Медаль «Слава Адыгеи» (2000)- высшая награда Республики Адыгея
- звание «Почётный гражданин Майкопа»

## Память

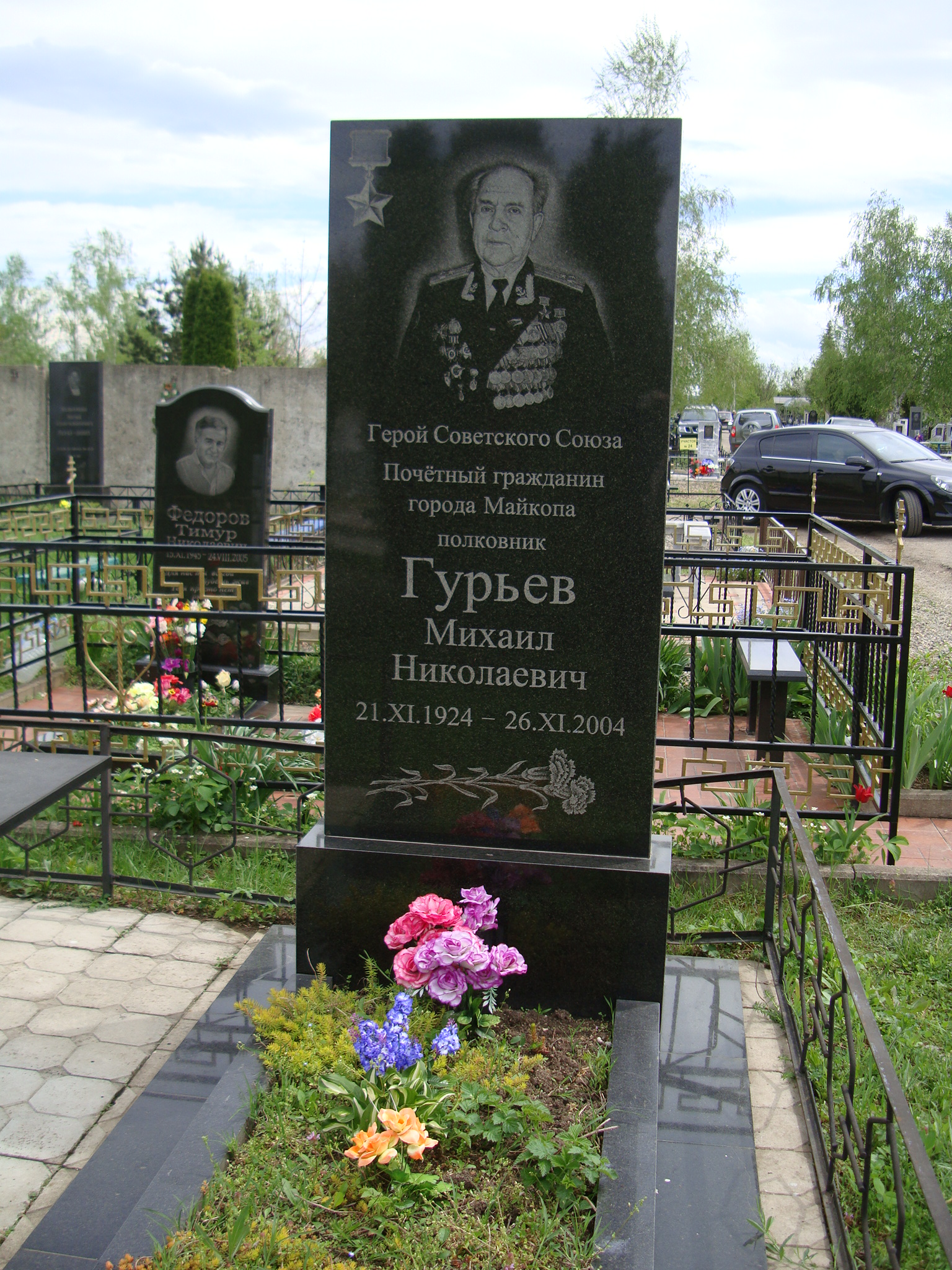
Гурьев Михаил Николаевич (1924—2004). Надгробный памятник. Майкопское городское кладбище, ветеранский участок.

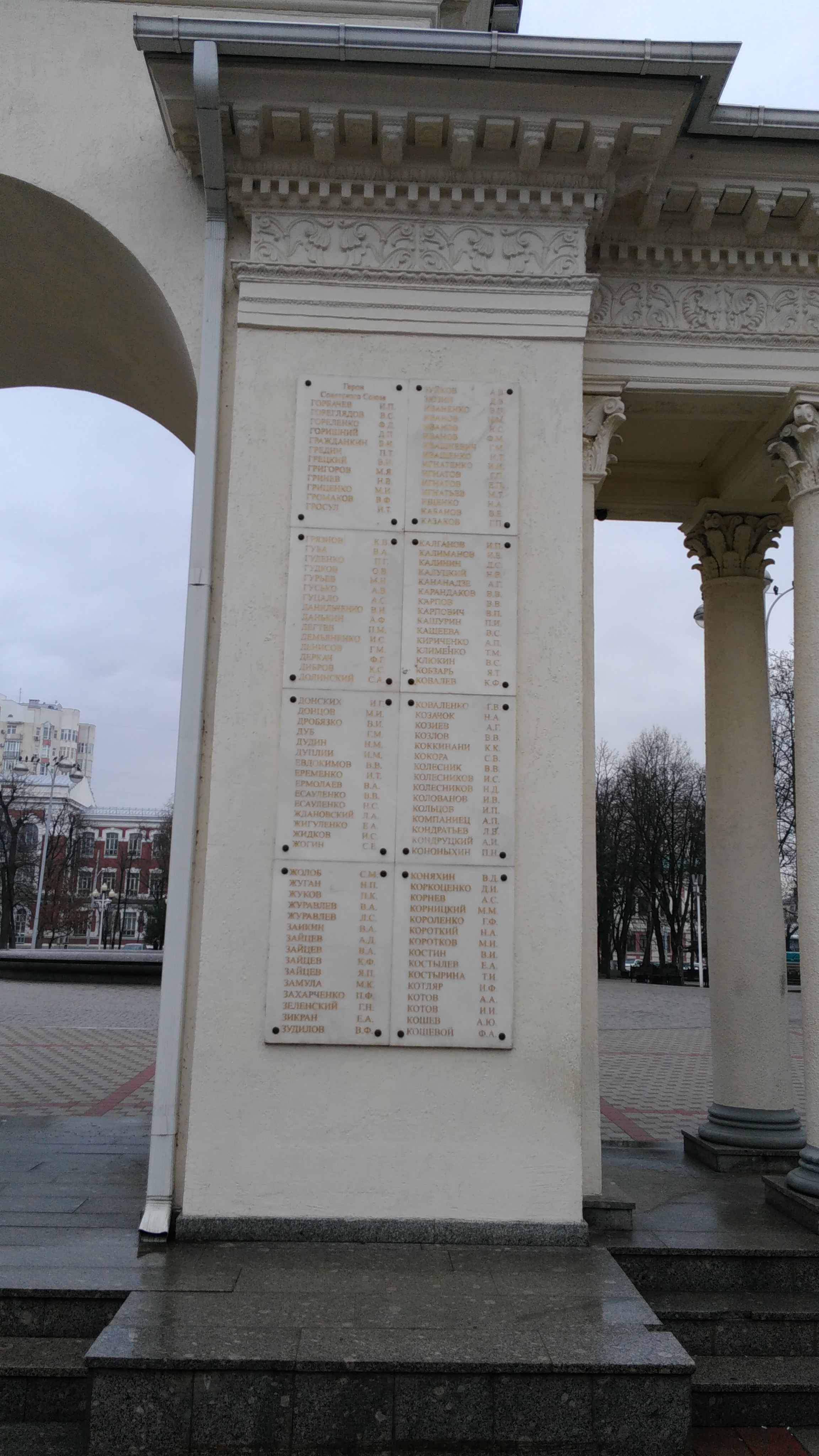
Имя Героя на мемориальной арке в Краснодаре. (Г-К)

- Имя Героя увековечено на мемориальной арке в Краснодаре.
- Имя Героя высечено золотыми буквами в зале Славы Центрального музея Великой Отечественной войны в Парке Победы города Москва.
- Похоронен на Ветеранском участке городского кладбища города Майкоп.
- На могиле установлен надгробный памятник.
- В Майкопе на доме по ул. Комсомольской установлена мемориальная доска.
- Его имя увековечено в Главном Храме Вооружённых сил России, и навсегда запечатлено на мемориале «Дорога памяти»